# 沃恩·卡潘
沃恩·卡潘（英語：Vaughn Karpan，1961年6月20日—），加拿大男子冰球运动员，司职前锋。他曾代表加拿大国家队参加1984年和1988年冬季奥林匹克运动会冰球比赛，均获得第四名。